# Ronde van Spanje 1979
De 34e editie van de Ronde van Spanje ging op zaterdag 24 april 1979 van start in Jerez de la Frontera, in het zuiden van Spanje. Na 3373 kilometer en 19 etappes werd op 13 mei in Madrid gefinisht. De ronde werd gewonnen door de Nederlander Joop Zoetemelk. Het was de tweede keer in geschiedenis van de Vuelta dat een Nederlander won. De eerste keer was Jan Janssen tijdens de Ronde van Spanje 1967.

## Eindklassement
Joop Zoetemelk werd winnaar van het eindklassement van de Ronde van Spanje van 1979 met een voorsprong van 2 minuten en 43 seconden op Francisco Galdos. In de top tien eindigden vijf Spanjaarden. Er stonden in totaal drie Belgen in de top tien.
| rang | renner            | land      | ploeg                | tijd       |
| ---- | ----------------- | --------- | -------------------- | ---------- |
| 1    | Joop Zoetemelk    | Nederland | Miko-Mercier         | 94u 57'03" |
| 2    | Francisco Galdos  | Spanje    | Kas-Campagnolo       | + 2'43"    |
| 3    | Michel Pollentier | België    | Splendor-Euro Soap   | + 3'21"    |
| 4    | Faustino Rupérez  | Spanje    | Moliner-Vereco       | + 5'51"    |
| 5    | Lucien Van Impe   | België    | Kas-Campagnolo       | + 6'30"    |
| 6    | Pedro Torres      | Spanje    | Transmallorca-Flavia | + 6'49"    |
| 7    | Felipe Yáñez      | Spanje    | Novostil-Helios      | + 7'41"    |
| 8    | Christian Seznec  | Frankrijk | Miko-Mercier         | + 8'03"    |
| 9    | Fons De Wolf      | België    | Boule d'Or-Lano      | + 10'01"   |
| 10   | Julian Andiano    | Spanje    | Moliner-Vereco       | + 10'52"   |

## Etappe-overzicht
| Etappe  | Datum    | Van - naar                           | Km         | Etappewinnaar         | Klassementsleider     |
| ------- | -------- | ------------------------------------ | ---------- | --------------------- | --------------------- |
| Proloog | 24 april | Jerez de la Frontera                 | 6,3 (ITT)  | Joop Zoetemelk        | Joop Zoetemelk        |
| 1       | 25 april | Jerez de la Frontera - Sevilla       | 156        | Sean Kelly            | Joop Zoetemelk        |
| 2       | 26 april | Sevilla - Córdoba                    | 188        | Fons De Wolf          | Joop Zoetemelk        |
| 3       | 27 april | Córdoba - Sierra Nevada              | 190        | Felipe Yáñez          | Joop Zoetemelk        |
| 4       | 28 april | Granada - Puerto Lumbreras           | 222        | Roger De Cnijf        | Joop Zoetemelk        |
| 5       | 29 april | Puerto Lumbreras - Murcia            | 139        | Juan Argudo           | Joop Zoetemelk        |
| 6       | 30 april | Murcia - Alcoy                       | 171        | Christian Levavasseur | Christian Levavasseur |
| 7       | 1 mei    | Alcoy - Sedaví                       | 173        | Fons De Wolf          | Christian Levavasseur |
| 8a      | 2 mei    | Sedaví - Benicasim                   | 145        | Sean Kelly            | Christian Levavasseur |
| 8b      | 2 mei    | Benicasim                            | 11,3 (ITT) | Joop Zoetemelk        | Christian Levavasseur |
| 9       | 3 mei    | Benicasim - Reus                     | 193        | Fons De Wolf          | Christian Levavasseur |
| 10      | 4 mei    | Reus - Zaragoza                      | 230        | Noël Dejonckheere     | Christian Levavasseur |
| 11      | 5 mei    | Zaragoza - Pamplona                  | 183        | Noël Dejonckheere     | Christian Levavasseur |
| 12      | 6 mei    | Pamplona - Logroño                   | 149        | Frans Van Vlierberghe | Christian Levavasseur |
| 13      | 7 mei    | Haro - Peña Cabarga                  | 180        | Ángel López del Álamo | Joop Zoetemelk        |
| 14      | 8 mei    | Torrelavega - Gijón                  | 178        | Bernardo Alfonsel     | Joop Zoetemelk        |
| 15      | 9 mei    | Gijón - León                         | 156        | Lucien Van Impe       | Joop Zoetemelk        |
| 16a     | 10 mei   | León - Valladolid                    | 134        | Adri van Houwelingen  | Joop Zoetemelk        |
| 16b     | 10 mei   | Valladolid                           | 22 (ITT)   | Fons De Wolf          | Joop Zoetemelk        |
| 17      | 11 mei   | Valladolid - Ávila                   | 204        | Francisco Albelda     | Joop Zoetemelk        |
| 18a     | 12 mei   | Ávila - Colmenar Viejo               | 155        | Miguel María Lasa     | Joop Zoetemelk        |
| 18b     | 12 mei   | Colmenar Viejo - Azuqueca de Henares | 104        | Kees Bal              | Joop Zoetemelk        |
| 19      | 13 mei   | Madrid                               | 84         | Fons De Wolf          | Joop Zoetemelk        |